# Peromyscus madrensis
Peromyscus madrensis es una especie de roedor de la familia Cricetidae.

## Distribución geográfica
Es una especie endémica del archipiélago de las Islas Marías en Nayarit 
Se encuentra sólo en México. 